# Мариупольский городской лицей
Мариупольский городской лицей Мариупольского городского совета Донецкой области — государственное учреждение среднего образования в городе Мариуполе. Победитель регионального конкурса «Золотой скиф» в номинации «За достижения в области образования».
Обучение ведётся с восьмого класса и до получения полного среднего образования.
Количество учащихся — около 450 человек.
Обучение ведётся по четырём профилям:
- филологический профиль (филологическая группа и группа иностранных языков)
- общественно-гуманитарный профиль (историко-правовая и экономическая подгруппы)
- физико-математический профиль
- информационно-технологический профиль

## История лицея
Лицей был образован в 1996 году слиянием педагогического и технического лицеев.
В 2002 году стал дипломантом регионального конкурса «Золотой скиф» в номинации «За достижения в области образования» и вошёл в восьмёрку лучших учебных учреждений Донецкой области.
С 2009 года — базовое учебное учреждение международного образовательного проекта по популяризации немецкого языка и культуры «Школы: партнёры будущего», проводящегося под патронатом министра иностранных дел Германии (куратор на Украине — Институт имени Гёте) В сентябре 2009 года начался проект по обмену учениками с немецкой школой в Виттмунде.
С началом российского вторжения занятия в Мариуполе прекратились. В сентябре 2022 года лицей возобновил работу в Облонском районе Киева, в Пуща-Водице. Обучение для мариупольских детей проводится как очно, так и заочно — для проживающих за пределами Киева, в том числе на оккупированной территории или за границей.

## Педагогический коллектив
Директор — Голютяк Андрей.
Всего в лицее преподают 45 учителей, из которых двое имеют звание «Заслуженный учитель Украины», одиннадцать — «Отличник образования Украины»